# 胡健民
胡健民，MH（1966年7月20日—），民建聯成員，現任香港政制及內地事務局副局長，是前民建聯大埔支部主席，以及前香港大埔區議會宏福選區議員。

## 簡歷
胡健民曾開設貿易公司並擔任輔警總督察，擁有倫敦帝國學院機械工程學士學位、清華大學高級公共管理碩士學位。2020年獲頒榮譽勳章。
2011年起擔任香港青年交流促進聯會副主席，並參加香港區議會選舉，敗於新民主同盟任啟邦。2015年香港區議會選舉當選為大埔區議會宏福選區議員，其後未能連任。2016年香港立法會選舉中於陳克勤名單中排行第二。2019年起擔任民建聯中央委員。
胡健民曾擔任多個諮詢及法定委員會成員。2013年3月25日，胡獲委任為公民教育委員會成員，其後更擔任轄下2018-19年度國民教育小組召集人。2017年3月31日，胡被委任為家庭議會非官方委會。2018年12月28日，胡健民首次被委任為基本法推廣督導委員會成員。2020年12月31日，胡健民獲延任兩年。2021年10月18日，接替離任的陳帥夫，獲政府委任為政制及內地事務局副局長。

## 爭議

### 輕視疫情出席聚會被送到竹篙灣檢疫中心隔離
2022年1月3日，因為冠狀病毒肺炎的新一波疫情在香港急速升溫，衛生署要求市民立即停止及取消所有人群聚集的宴會及社交活動，但香港特區政府多名主要官員及議員卻於同一天集體出席中國全國人大香港代表洪為民一個不跟足政府防疫指引（賓客進食以外時間除口罩、除口罩離檯交際唱歌和多人涉嫌沒掃安心出行入餐廳等等）的大型生日派對，超過170人在灣仔灣景中心的一家西班牙餐廳聚集，其後有人確診染疫，而被送到竹篙灣檢疫中心隔離21天，後因有涉事者為假陽性而被提早釋放。多名人士涉「知法犯法」令特首林鄭月娥表示非常失望！